# 1853 McElroy
1853 McElroy eller 1957 XE är en asteroid i huvudbältet, som upptäcktes 15 december 1957 av Indiana Asteroid Program vid Indiana University Bloomington med Goethe Link Observatory. Asteroiden har fått sitt namn efter William D. McElroy.
Asteroiden har en diameter på ungefär 23 kilometer.